# Nagrada hrvatskog glumišta za najbolju kazališnu kostimografiju
Popis dobitnika Nagrade hrvatskog glumišta u kategoriji najbolje kazališne kostimografije. Svake parne godine se dodjeljuje u kategoriji Drame/Operete/Mjuzikl ili Ples, a neparne u kategoriji Drame/Opere ili Balet.
1992./1993. Marija Žarak

1996./1997. Dijana Kosec Bourek

1997./1998. Irena Sušec

1998./1999. Leo Kulaš

1999./2000. Ljubica Wagner

2000./2001. Ika Škomrlj

2001./2002. Doris Kristić

2002./2003. Ingrid Begović

2003./2004. Doris Kristić, Elvira Ulip

2004./2005. Goran Lelas

2005./2006. Elvira Ulip, Ika Škomrlj

2006./2007. Doris Kristić

2007./2008. Barbara Bourek

2008./2009. Doris Kristić

2009./2010. Ana Savić Gecan

2010./2011. Marita Ćopo

2011./2012. Danica Dedijer

2012./2013. Jasmina Pacek

2013./2014. Mirjana Zagorec

2014./2015. Alan Hranitelj

2015./2016. Mirjana Zagorec

2016./2017. Manuela Paladin Šabanović

2017./2018. Mladen Radovniković

2018./2019. Dženisa Pecotić

2019./2020. Doris Kristić

2020./2021. Barbara Bourek

2021./2022. Doris Kristić

2022./2023. Alan Hranitelj

2023./2024. Tea Bašić Erceg